# Tercera División de Chile 1996
El Campeonato Oficial de Tercera División de Chile de 1996 fue la 16.º versión torneo de la categoría. Participaron 31 equipos que lucharon por obtener un cupo para la Primera B, el que al final de la temporada recaería en el campeón Santiago Morning, quien por segunda vez en su historia obtenía el título del tercer nivel del fútbol chileno.
El Deportes Lota aceptado, fue un equipo nuevo que disputó la división hasta el torneo del año 2000, diferente a Lota Schwager que regresó para el torneo 2001.

## Movimientos divisionales
| Pos | a Primera B de Chile 1996 |
| --- | ------------------------- |
| 1º  | Magallanes (Campeón)      |

| Pos | a Tercera División de Chile 1996 |
| --- | -------------------------------- |
| 1º  | Deportes San Bernardo            |
| 2º  | Juventud O'Higgins               |

| Pos | Aceptados en Tercera División de Chile 1996 |
| --- | ------------------------------------------- |
| -   | Deportes La Ligua                           |
| -   | Deportes La Unión                           |
| -   | Deportes Lota                               |

| Pos | Regresa a la Competencia. |
| --- | ------------------------- |
| -   | Deportes Rengo            |

| Pos | desde Segunda División de Chile 1995 |
| --- | ------------------------------------ |
| 16º | Unión La Calera                      |

| Pos     | a Cuarta División de Chile 1996 |
| ------- | ------------------------------- |
| 3° (LD) | Unión Veterana de Peumo         |
| 4° (LD) | Deportes Maipo                  |

| Pos | Abandono de la Competencia. |
| --- | --------------------------- |
| -   | Mulchen Unido (Retiro)      |

| Pos      | a Asociación de Origen |
| -------- | ---------------------- |
| 5° (LCN) | Deportivo Flecha       |

## Equipos participantes
| Equipo                        | Ciudad                     |
| ----------------------------- | -------------------------- |
| Arturo Prat                   | Hualañé                    |
| Barnechea                     | Lo Barnechea               |
| Curicó Unido                  | Curicó                     |
| Deportes Laja                 | Laja                       |
| Deportes La Ligua             | La Ligua                   |
| Deportes La Unión             | La Unión                   |
| Deportes Las Ánimas           | Valdivia                   |
| Deportes Los Andes            | Los Andes                  |
| Deportes Lota                 | Coronel                    |
| Deportes Rengo                | Rengo                      |
| Deportes San Bernardo         | San Bernardo               |
| Deportes Talcahuano           | Talcahuano                 |
| General Velásquez             | San Vicente de Tagua Tagua |
| Iberia                        | Los Ángeles                |
| Iván Mayo                     | Villa Alemana              |
| Juventud O'Higgins            | Curacaví                   |
| Juventud Puente Alto          | Puente Alto                |
| Luis Matte Larraín            | Puente Alto                |
| Malleco Unido                 | Angol                      |
| Mulchén Unido                 | Mulchén                    |
| Municipal Las Condes          | Las Condes                 |
| Municipal Talagante           | Talagante                  |
| Quintero Unido                | Quintero                   |
| San Antonio Unido             | San Antonio                |
| San Luis                      | Quillota                   |
| Santiago Morning              | Recoleta                   |
| Unión La Calera               | La Calera                  |
| Unión Municipal de La Florida | La Florida                 |
| Universidad de Concepción     | Concepción                 |
| Universidad San Sebastián     | Concepción                 |
| Vicuña Elqui                  | Vicuña                     |

## Primera fase
Los 31 equipos se dividieron en tres grupos, debiendo jugar todos contra todos en dos ruedas. Los cuatro o cinco primeros de cada grupo clasificaron a una segunda fase para definir a los integrantes de la Liguilla de Ascenso. Los no clasificados deberán jugar Liguillas para no descender a Cuarta División.

### Grupo Norte
| Pos | Equipo               | PJ | PG | PE | PP | GF | GC | Dif | Pts |
| --- | -------------------- | -- | -- | -- | -- | -- | -- | --- | --- |
| 1   | Unión La Calera      | 18 | 11 | 4  | 3  | 38 | 16 | 22  | 37  |
| 2   | San Antonio Unido    | 18 | 10 | 6  | 2  | 34 | 19 | 15  | 36  |
| 3   | San Luis             | 18 | 8  | 6  | 4  | 35 | 21 | 14  | 30  |
| 4   | Deportes Los Andes   | 18 | 8  | 6  | 4  | 32 | 20 | 12  | 30  |
| 5   | Deportes La Ligua    | 18 | 8  | 3  | 7  | 41 | 27 | 14  | 27  |
| 6   | Municipal Las Condes | 18 | 7  | 5  | 6  | 28 | 27 | 1   | 26  |
| 7   | Juventud O'Higgins   | 18 | 6  | 5  | 7  | 33 | 39 | -6  | 23  |
| 8   | Vicuña Elqui         | 18 | 5  | 5  | 8  | 22 | 35 | -13 | 20  |
| 9   | Quintero Unido       | 18 | 3  | 4  | 11 | 21 | 37 | -16 | 13  |
| 10  | Iván Mayo            | 18 | 1  | 2  | 15 | 13 | 56 | -43 | 5   |

PJ = Partidos Jugados; G = Partidos Ganados; E = Partidos empatados; P = Partidos perdidos; GF = Goles a favor; GC = Goles en contra; DIF = Diferencia de goles; Pts = Puntos

### Grupo Centro
| Pos | Equipo                        | PJ | PG | PE | PP | GF | GC | Dif | Pts |
| --- | ----------------------------- | -- | -- | -- | -- | -- | -- | --- | --- |
| 1   | Barnechea                     | 20 | 13 | 6  | 1  | 49 | 21 | 28  | 45  |
| 2   | Deportes Rengo                | 20 | 12 | 7  | 1  | 45 | 22 | 23  | 43  |
| 3   | Santiago Morning              | 20 | 12 | 5  | 3  | 44 | 14 | 30  | 41  |
| 4   | Curicó Unido                  | 20 | 12 | 4  | 4  | 51 | 18 | 33  | 40  |
| 5   | General Velásquez             | 20 | 11 | 4  | 5  | 31 | 18 | 13  | 37  |
| 6   | Deportes San Bernardo         | 20 | 9  | 3  | 8  | 40 | 34 | 6   | 30  |
| 7   | Municipal Talagante           | 20 | 7  | 4  | 9  | 17 | 30 | -13 | 25  |
| 8   | Unión Municipal de La Florida | 20 | 6  | 2  | 12 | 34 | 44 | -10 | 20  |
| 9   | Arturo Prat                   | 20 | 4  | 5  | 11 | 31 | 48 | -17 | 17  |
| 10  | Juventud Puente Alto          | 20 | 3  | 1  | 16 | 18 | 59 | -41 | 10  |
| 11  | Luis Matte Larraín            | 20 | 1  | 2  | 17 | 20 | 72 | -52 | 5   |

PJ = Partidos Jugados; G = Partidos Ganados; E = Partidos empatados; P = Partidos perdidos; GF = Goles a favor; GC = Goles en contra; DIF = Diferencia de goles; Pts = Puntos

### Grupo Sur
| Pos | Equipo                    | PJ | PG | PE | PP | GF | GC | Dif | Pts |
| --- | ------------------------- | -- | -- | -- | -- | -- | -- | --- | --- |
| 1   | Universidad de Concepción | 18 | 10 | 4  | 2  | 30 | 14 | +16 | 34  |
| 2   | Deportes Talcahuano       | 17 | 10 | 3  | 3  | 36 | 19 | +17 | 33  |
| 3   | Malleco Unido             | 17 | 9  | 3  | 3  | 30 | 15 | 1+5 | 30  |
| 4   | Deportes La Unión         | 18 | 8  | 6  | 2  | 32 | 18 | +14 | 30  |
| 2   | Iberia Bío Bío            | 18 | 8  | 6  | 3  | 28 | 20 | +8  | 30  |
| 6   | Universidad San Sebastián | 18 | 4  | 5  | 8  | 20 | 22 | -2  | 17  |
| 7   | Deportes Las Ánimas       | 18 | 3  | 5  | 7  | 16 | 24 | -8  | 14  |
| 8   | Deportes Lota             | 18 | 3  | 4  | 8  | 16 | 22 | -6  | 13  |
| 9   | Deportes Laja             | 18 | 2  | 4  | 10 | 13 | 41 | -28 | 10  |
| 10  | Mulchén Unido             | 18 | 1  | 4  | 12 | 12 | 28 | -26 | 6   |

PJ = Partidos Jugados; G = Partidos Ganados; E = Partidos empatados; P = Partidos perdidos; GF = Goles a favor; GC = Goles en contra; DIF = Diferencia de goles; Pts = Puntos
|  | Pasa a la Segunda Fase      |
|  | Pasa a Liguilla de Descenso |

## Segunda fase
Los 13 equipos que finalmente clasificaron a esta etapa se dividen en dos grupos. Los dos primeros pasan al cuadrangular por el Ascenso, y el resto asegura su permanencia por una temporada más en Tercera División.

### Grupo Norte
| Pos | Equipo             | PJ | PG | PE | PP | GF | GC | Dif | Pts |
| --- | ------------------ | -- | -- | -- | -- | -- | -- | --- | --- |
| 1   | Unión La Calera    | 12 | 7  | 1  | 4  | 30 | 16 | 14  | 22  |
| 2   | San Luis           | 12 | 6  | 2  | 4  | 21 | 19 | 2   | 20  |
| 3   | Barnechea          | 12 | 5  | 5  | 2  | 15 | 15 | 0   | 20  |
| 4   | Deportes Rengo     | 12 | 5  | 4  | 3  | 17 | 16 | 1   | 19  |
| 5   | Deportes Los Andes | 12 | 5  | 2  | 5  | 21 | 17 | 4   | 17  |
| 6   | San Antonio Unido  | 12 | 3  | 2  | 7  | 22 | 25 | -3  | 11  |
| 7   | Deportes La Ligua  | 12 | 2  | 2  | 8  | 12 | 30 | -18 | 8   |

PJ = Partidos Jugados; G = Partidos Ganados; E = Partidos empatados; P = Partidos perdidos; GF = Goles a favor; GC = Goles en contra; DIF = Diferencia de goles; Pts = Puntos

### Grupo Sur
| Pos | Equipo                    | PJ | PG | PE | PP | GF | GC | Dif | Pts |
| --- | ------------------------- | -- | -- | -- | -- | -- | -- | --- | --- |
| 1   | Santiago Morning          | 10 | 7  | 1  | 2  | 22 | 12 | 10  | 22  |
| 2   | Universidad de Concepción | 10 | 4  | 5  | 1  | 11 | 6  | 5   | 17  |
| 3   | Iberia Bío Bío            | 10 | 3  | 4  | 3  | 15 | 14 | 1   | 13  |
| 4   | General Velásquez         | 10 | 3  | 3  | 4  | 14 | 15 | -1  | 12  |
| 5   | Deportes Talcahuano       | 10 | 2  | 3  | 5  | 11 | 19 | -8  | 9   |
| 6   | Malleco Unido             | 10 | 2  | 2  | 6  | 13 | 20 | -7  | 8   |

PJ=Partidos jugados; PG=Partidos ganados; PE=Partidos empatados; PP=Partidos perdidos; GF=Goles a favor; GC=Goles en contra; Dif=Diferencia de gol; Pts=Puntos
|  | Clasifica a la Liguilla Final |

## Liguilla final
En este cuadrangular, el equipo que obtenga la mayor cantidad de puntos se titulará como Campeón del Torneo de Tercera División 1996 y ascenderá a Primera B.

### Tabla de posiciones
| Pos | Equipo                    | PJ | PG | PE | PP | GF | GC | Dif | Pts |
| --- | ------------------------- | -- | -- | -- | -- | -- | -- | --- | --- |
| 1   | Santiago Morning          | 6  | 5  | 0  | 1  | 13 | 9  | 4   | 15  |
| 2   | Universidad de Concepción | 6  | 2  | 2  | 2  | 10 | 6  | 4   | 8   |
| 3   | Unión La Calera           | 6  | 2  | 2  | 2  | 10 | 7  | 3   | 8   |
| 4   | San Luis                  | 6  | 2  | 0  | 4  | 5  | 16 | -11 | 6   |

PJ = Partidos Jugados; G = Partidos Ganados; E = Partidos empatados; P = Partidos perdidos; GF = Goles a favor; GC = Goles en contra; DIF = Diferencia de goles; Pts = Puntos
|  | Campeón. Asciende a Primera B |

| Campeón Santiago Morning |
| Asciende a Primera B     |

## Liguillas de descenso

### Grupo Norte
| Pos | Equipo               | PJ | PG | PE | PP | GF | GC | Dif | Pts |
| --- | -------------------- | -- | -- | -- | -- | -- | -- | --- | --- |
| 1   | Municipal Las Condes | 8  | 3  | 5  | 0  | 10 | 6  | 4   | 14  |
| 2   | Vicuña Elqui         | 8  | 3  | 2  | 3  | 11 | 12 | -1  | 11  |
| 3   | Quintero Unido       | 8  | 3  | 2  | 3  | 16 | 20 | -4  | 11  |
| 4   | Juventud O'Higgins   | 8  | 2  | 3  | 3  | 15 | 14 | 1   | 9   |
| 5   | Iván Mayo            | 8  | 2  | 2  | 4  | 12 | 12 | 0   | 8   |

PJ = Partidos Jugados; G = Partidos Ganados; E = Partidos empatados; P = Partidos perdidos; GF = Goles a favor; GC = Goles en contra; DIF = Diferencia de goles; Pts = Puntos

### Grupo Centro
| Pos | Equipo                        | PJ | PG | PE | PP | GF | GC | Dif | Pts |
| --- | ----------------------------- | -- | -- | -- | -- | -- | -- | --- | --- |
| 1   | Curicó Unido                  | 12 | 7  | 2  | 3  | 29 | 17 | 12  | 23  |
| 2   | Unión Municipal de La Florida | 12 | 7  | 1  | 4  | 30 | 22 | 8   | 22  |
| 3   | Deportes San Bernardo         | 12 | 6  | 3  | 3  | 33 | 20 | 13  | 21  |
| 4   | Municipal Talagante           | 12 | 5  | 2  | 5  | 21 | 24 | -3  | 17  |
| 5   | Arturo Prat                   | 12 | 5  | 1  | 6  | 22 | 21 | 1   | 16  |
| 6   | Luis Matte Larraín            | 12 | 4  | 4  | 4  | 20 | 25 | -5  | 16  |
| 7   | Juventud Puente Alto          | 12 | 1  | 1  | 10 | 11 | 37 | -26 | 4   |

PJ = Partidos Jugados; G = Partidos Ganados; E = Partidos empatados; P = Partidos perdidos; GF = Goles a favor; GC = Goles en contra; DIF = Diferencia de goles; Pts = Puntos

### Grupo Sur A
| Pos | Equipo                    | PJ | PG | PE | PP | GF | GC | Dif | Pts |
| --- | ------------------------- | -- | -- | -- | -- | -- | -- | --- | --- |
| 1   | Deportes Lota             | 4  | 3  | 1  | 0  | 7  | 4  | 3   | 10  |
| 2   | Universidad San Sebastián | 4  | 1  | 2  | 1  | 9  | 7  | 2   | 5   |
| 3   | Deportes Laja             | 4  | 0  | 1  | 3  | 2  | 7  | -5  | 1   |

PJ = Partidos Jugados; G = Partidos Ganados; E = Partidos empatados; P = Partidos perdidos; GF = Goles a favor; GC = Goles en contra; DIF = Diferencia de goles; Pts = Puntos

### Grupo Sur B
| Pos | Equipo            | PJ | PG | PE | PP | GF | GC | Dif | Pts |
| --- | ----------------- | -- | -- | -- | -- | -- | -- | --- | --- |
| 1   | Las Ánimas        | 2  | 0  | 2  | 0  | 1  | 1  | 0   | 2   |
| 2   | Deportes La Unión | 2  | 0  | 2  | 0  | 1  | 1  | 0   | 2   |

PJ = Partidos Jugados; G = Partidos Ganados; E = Partidos empatados; P = Partidos perdidos; GF = Goles a favor; GC = Goles en contra; DIF = Diferencia de goles; Pts = Puntos
|  | Desciende a Cuarta División |